# Hylton
Hylton var en civil parish från 1866 till 1967 då den blev en del av Sunderland och Washington, i grevskapet Durham (nu Tyne and Wear), i England. Denna civil parish hade 3 850 invånare år 1961.